# Questembert
Questembert (en bretó Kistreberzh) és un municipi francès, situat a la regió de Bretanya, al departament d'Ar Mor-Bihan. L'any 2006 tenia 6.585 habitants. A l'inici del curs 2007 el 2,7% dels alumnes del municipi eren matriculats a la primària bilingüe.

## Demografia
| 1962                                       | 1968 | 1975 | 1982 | 1990 | 1999 | 2005 |
| ------------------------------------------ | ---- | ---- | ---- | ---- | ---- | ---- |
| 4068                                       | 4209 | 4661 | 4961 | 5076 | 5727 | 7404 |
| Des de 1962: població sense dobles comptes |      |      |      |      |      |      |

## Administració
| Període | Identitat    | Partit |
| ------- | ------------ | ------ |
| 1995-   | Paul Paboeuf | PS     |